# Edgar Shannon Anderson

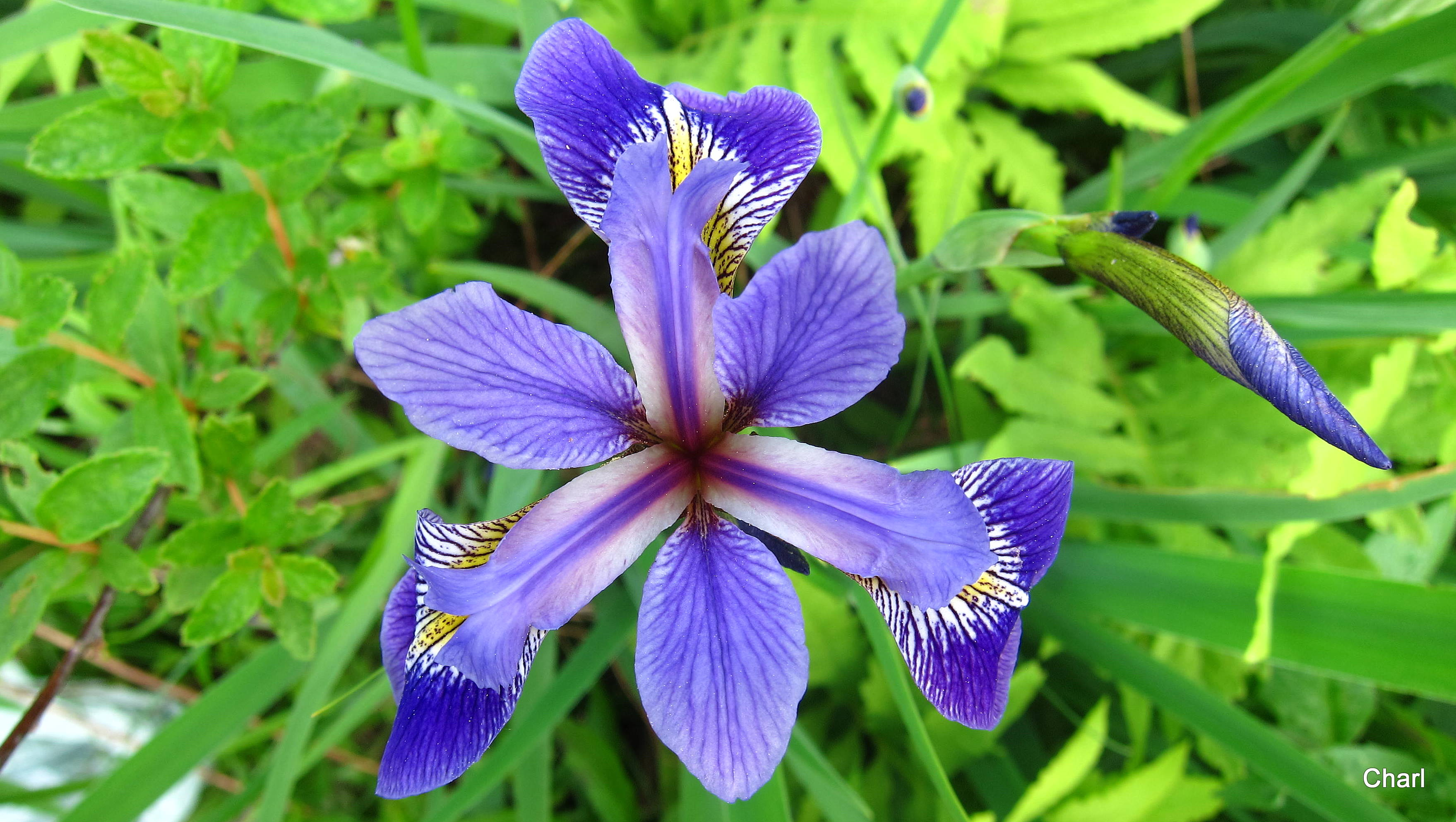
Anderson arbetade mycket med växten Iris versicolor.

Edgar Shannon Anderson, född den 9 november 1897 i Forestville i New York, död den 18 juni 1969 i Saint Louis i Missouri, var en amerikansk botaniker och experimentell taxonom.
Anderson var verksam bland annat vid Missouris botaniska trädgård och Washington University i Saint Louis. Bland hans verk märks Introgressive Hybridization (1949) och Plants, Man and Life (1954).
Auktorsnamnet E.S.Anderson kan användas för Edgar Shannon Anderson i samband med ett vetenskapligt namn inom botaniken; se Wikipediaartiklar som länkar till auktorsnamnet.